# Allsvenskan 2015 (volleyboll, damer)
Allsvenskan 2015 i volleyboll för damer spelades 17 januari till 15 mars 2015. Det var sista upplagan av Allsvenskan som ersattes av Division 1. I serien spelade de bästa lagen från de tre Superettan-serierna som fanns (norra, mellersta och södra). De två bästa lagen hade rätt att kval för spel i Elitserien. Inget av lagen kom dock att göra det.

## Matcher[3]
| Vecka 3 |                                   |       |                                    |
|         |                                   |       |                                    |
| 17 jan. | RIG Falköping B - Lunds VK        | 2 - 3 | (13-25, 26-24, 25-16, 15-25, 7-15) |
| 17 jan. | Falköpings VK - Gislaveds VBK     | 3 - 0 | (25-17, 25-13, 25-16)              |
| 17 jan. | Norsjö VBK - Uppsala VBS          | 3 - 0 | (25-18, 25-20, 25-14)              |
| 18 jan. | RIG Falköping B - Gislaveds VBK B | 3 - 1 | (25-18, 23-25, 25-16, 25-22)       |
| 18 jan. | Falköpings VK - Lunds V           | 1 - 3 | (25-18, 23-25, 14-25, 23-25)       |

| Vecka 4 |                               |       |                                    |
|         |                               |       |                                    |
| 24 jan. | Norsjö VBK - RIG Falköping B  | 3 - 1 | (25-19, 25-21, 21-25, 25-20)       |
| 24 jan. | Uppsala VBS - Falköpings VK   | 1 - 3 | (19-25, 12-25, 25-17, 15-25)       |
| 25 jan. | Lunds VK - Gislaveds VBK B    | 3 - 0 | (25-21, 25-18, 25-19)              |
| 25 jan. | Norsjö VBK - Falköpings VK    | 3 - 2 | (16-25, 25-19, 17-25, 25-22, 15-9) |
| 25 jan. | Uppsala VBS - RIG Falköping B | 2-3   | (24-26, 16-25, 26-24, 25-21, 8-15) |

| Vecka 6 |                                 |       |                                     |
|         |                                 |       |                                     |
| 7 feb.  | Lunds VK - Uppsala VBS          | 3 - 0 | (25-22, 25-12, 25-16)               |
| 7 feb.  | Falköpings VK - RIG Falköping B | 3 - 0 | (25-23, 25-21, 25-14)               |
| 7 feb.  | Gislaveds VBK B - Norsjö VBK    | 2 - 3 | (13-25, 28-26, 25-20, 20-25, 12-15) |
| 8 feb.  | Lunds VK - Norsjö VBK           | 1 - 3 | (16-25, 22-25, 25-16, 23-25)        |
| 8 feb.  | Gislaveds VBK B - Uppsala VBS   | 3 - 1 | (20-25, 26-24, 25-18, 25-16)        |

| Vecka 7 |                                   |       |                                     |
|         |                                   |       |                                     |
| 14 feb. | Uppsala VBS - Norsjö VBK          | 0 - 3 | (25-27, 14-25, 17-25)               |
| 14 feb. | Lunds VK - RIG Falköping B        | 1 - 3 | (19-25, 19-25, 25-20, 23-25)        |
| 14 feb. | Gislaveds VBK B - Falköpings VK   | 2 - 3 | (25-23, 18-25, 25-23, 19-25, 11-15) |
| 15 feb. | Lunds VK - Falköpings VK          | 3 - 0 | (25-21, 26-24, 25-18)               |
| 15 feb. | Gislaveds VBK B - RIG Falköping B | 2-3   | (25-18, 18-25, 10-25, 25-22, 13-15) |

| Vecka 9 |                               |       |                                     |
|         |                               |       |                                     |
| 28 feb. | Falköpings VK - Uppsala VBS   | 3 - 1 | (25-19, 25-9, 23-25, 25-22)         |
| 28 feb. | RIG Falköping B - Norsjö VBK  | 2 - 3 | (22-25, 19-25, 25-22, 25-21, 15-17) |
| 28 feb. | Gislaveds VBK B - Lunds VK    | 0 - 3 | (15-25, 20-25, 14-25)               |
| 1 mars  | RIG Falköping B - Uppsala VBS | 3 - 0 | (25-9, 25-8, 25-19)                 |
| 1 mars  | Falköpings VK - Norsjö VBK    | 1 - 3 | (21-25, 19-25, 25-22, 19-25)        |

| Vecka 11 |                                 |       |                                     |
|          |                                 |       |                                     |
| 11 mars  | RIG Falköping B - Falköpings VK | 2 - 3 | (19-25, 11-25, 25-17, 25-21, 10-15) |
| 14 mars  | Norsjö VBK - Gislaveds VBK B    | 3 - 0 | (25-18, 25-18, 25-18)               |
| 14 mars  | Uppsala VBS - Lunds VK          | 0 - 3 | (13-25, 18-25, 17-25)               |
| 15 mars  | Uppsala VBS - Gislaveds VBK B   | 1 - 3 | (18-25, 22-25, 25-21, 19-25)        |
| 15 mars  | Norsjö VBK - Lunds VK           | 0 - 3 | (18-25, 16-25, 23-25)               |

### Tabell[3]
| Pos | Lag             | M  | V | F  | P  | SV | SF | SK    | BV  | BF  | BK    | Kvalificering                       |
| --- | --------------- | -- | - | -- | -- | -- | -- | ----- | --- | --- | ----- | ----------------------------------- |
| 1   | Norsjö Volley   | 10 | 9 | 1  | 24 | 27 | 12 | 2,250 | 887 | 796 | 1,114 | Möjlighet till kval till elitserien |
| 2   | Lunds VK        | 10 | 8 | 2  | 23 | 26 | 9  | 2,889 | 821 | 682 | 1,204 | Möjlighet till kval till elitserien |
| 3   | Falköpings VBK  | 10 | 6 | 4  | 17 | 22 | 19 | 1,158 | 886 | 802 | 1,105 |                                     |
| 4   | RIG Falköping B | 10 | 5 | 5  | 16 | 22 | 21 | 1,048 | 909 | 882 | 1,031 |                                     |
| 5   | Gislaveds VBK B | 10 | 2 | 8  | 9  | 13 | 26 | 0,500 | 767 | 892 | 0,860 |                                     |
| 6   | Uppsala VBS     | 10 | 0 | 10 | 9  | 6  | 30 | 0,200 | 654 | 870 | 0,752 |                                     |